# Sollefteå
För andra betydelser, se Sollefteå (olika betydelser).
Sollefteå är en tätort i Sollefteå distrikt och Multrå distrikt i Ångermanland och centralort i Sollefteå kommun i Västernorrlands län.

## Historik

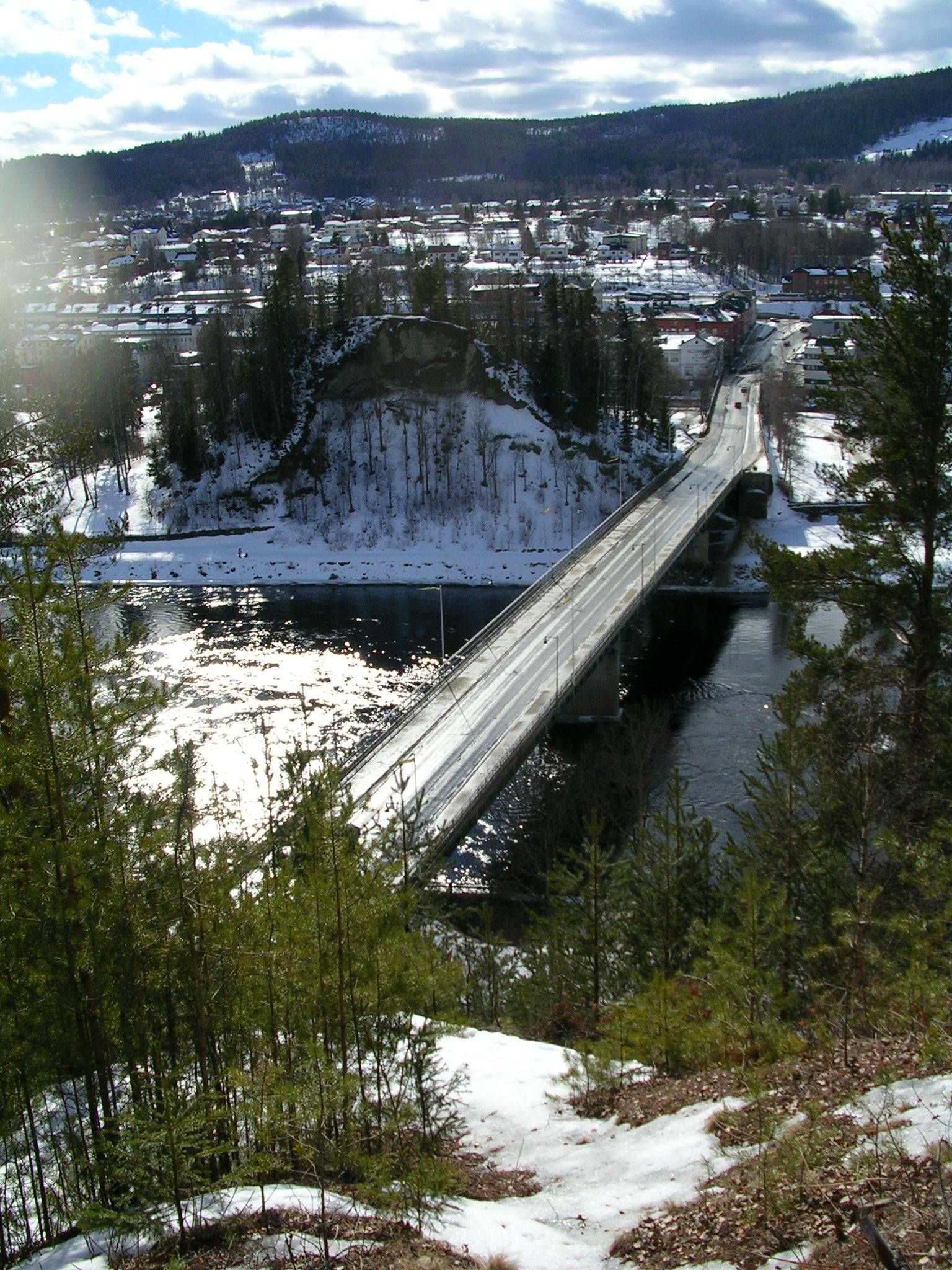
Sollefteå från nipan Pettersborg

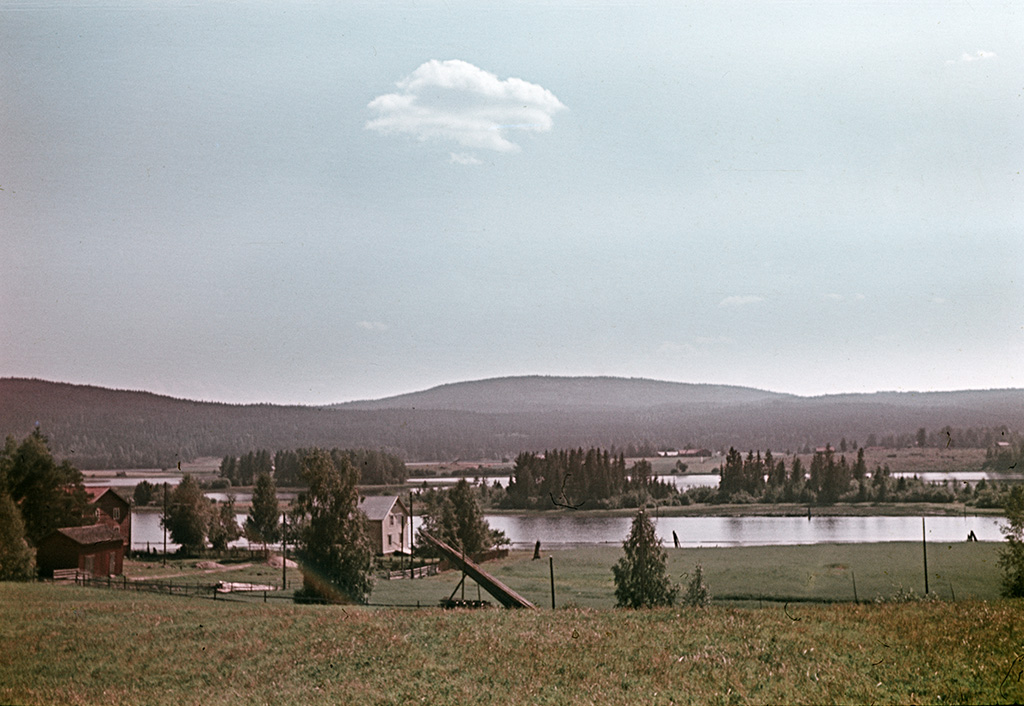
Utkanterna av Sollefteå, vid Ångermanälven. Bilden är tagen 1944.

Sollefteå kom under medeltiden att utvecklas till en viktig handelsplats under namnet Solatunum (i dativ). I mitten av 1600-talet anlade kronan sågkvarnar i området. I början av 1700-talet byggdes ett järnbruk upp, vilket ursprungligen bestod av en masugn, men som snart ersattes av en stångjärnssmedja med två härdar. Läget kom av att det var så långt upp i älven båtar från havet kunde gå. Till följd av landhöjningen är båttrafik på Ångermanälven inte längre vanlig så långt upp.
Bruket kom sedermera i Graningeverkens ägo, och i slutet av 1800-talet bestod det av en stångjärnssmedja med 3 franche-comté-härdar, manufaktursmedja samt såg. De betydande jordområdena gjorde dock att bruket inköptes av Sollefteå köping vid sekelskiftet för att kunna tillhandahålla kronan mark för Västernorrlands regemente. Järnbruksepoken var då i praktiken redan över. Sollefteå blev municipalsamhälle år 1885, köping år 1902 och slutligen  stad år 1917.
Under 1950-talet började vattenkraften i Ångermanälven att byggas ut, och 1962 påbörjades Sollefteå kraftverk som ligger mitt i orten. Det blev ett av de sista kraftverken att byggas i älven och är även det nederst belägna kraftverket i älven.
Sollefteå nåddes 1886 av järnvägen, som byggdes av staten mellan Bräcke och Sollefteå. Några år senare byggdes Härnösand-Sollefteå Järnväg.

### Militärstaden
Sollefteå var tidigare en betydelsefull garnisonsstad med två regementen samt en norrlandsbrigad: Norrlands trängkår (T 3) och Västernorrlands regemente (I 21) och Ångermanlandsbrigaden (NB 21), vilka som mest utbildade över 2000 värnpliktiga per år. Båda regementena och brigaden lades ned genom försvarsbeslutet 2000. Västernorrlands regemente (I 21) upplöstes och avvecklades som helhet den 30 juni 2000. Norrlands trängkår upplöstes och avvecklades som självständigt förband den 30 juni 2000, men utbildningsbataljonen (Trängbataljonen) flyttades till Östersunds garnison, för att ingå som en del i Jämtlands fältjägarregemente (I 5). Åren 2000–2004 fanns militärdistriktsgruppen, Västernorrlandsgruppen lokaliserad till staden. År 2022 återetablerades Västernorrlands regemente (I 21) i staden.

### Administrativa tillhörigheter
Sollefteå var och är kyrkby i Sollefteå socken och ingick efter kommunreformen 1862 i Sollefteå landskommun där Sollefteå municipalsamhälle inrättades 20 februari 1885. Samhället med kringområde utbröts ur landskommunen 1902 och bildade Sollefteå köping som 1917 ombildades till Sollefteå stad. Stadskommunen införlivade 1945 Sollefteå socken/landskommun och utökades ytterligare 1952 innan den 1971 uppgick i Sollefteå kommun där Sollefteå sedan dess är centralort.
I kyrkligt hänseende har Sollefteå alltid hört till Sollefteå församling.
Orten ingick till 1948 i Sollefteå tingslag, därefter till 1970 i Ångermanlands mellersta domsagas tingslag och under 1970 i Sollefteå domsagas tingslag. Från 1971 till 2002 ingick orten i Sollefteå domsaga och Sollefteå ingår sedan 2002 i Ångermanlands domsaga.

### Befolkningsutveckling
| Befolkningsutvecklingen i Sollefteå 1900–2020                                                                | Befolkningsutvecklingen i Sollefteå 1900–2020 | Befolkningsutvecklingen i Sollefteå 1900–2020 | Befolkningsutvecklingen i Sollefteå 1900–2020 | Befolkningsutvecklingen i Sollefteå 1900–2020 |
| --- | --------------------------------------------- | --------------------------------------------- | --------------------------------------------- | --------------------------------------------- |
| |                                               |                                               |                                               |                                               |
| År |                                               |                                               | Folkmängd                                     | Areal (ha)                                    |
| 1900 | 1900                                          |                                               | 1 256                                         | †                                             |
| 1960 | 1960                                          |                                               | 7 615                                         |                                               |
| 1965 | 1965                                          |                                               | 7 789                                         |                                               |
| 1970 | 1970                                          |                                               | 8 414                                         |                                               |
| 1975 | 1975                                          |                                               | 8 923                                         |                                               |
| 1980 | 1980                                          |                                               | 9 409                                         |                                               |
| 1990 | 1990                                          |                                               | 9 379                                         | 919                                           |
| 1995 | 1995                                          |                                               | 9 283                                         | 930                                           |
| 2000 | 2000                                          |                                               | 8 712                                         | 941                                           |
| 2005 | 2005                                          |                                               | 8 530                                         | 941                                           |
| 2010 | 2010                                          |                                               | 8 562                                         | 940                                           |
| 2015 | 2015                                          |                                               | 7 399                                         | 801                                           |
| 2018 | 2018                                          |                                               | 8 905                                         | 985                                           |
| 2020 | 2020                                          |                                               | 8 527                                         | 994                                           |
| Anm.: Sollefteå norra utbruten 2015 och åter sammanvuxen 2018. † Befolkning runt ett municipalsamhälle 1900. |                                               |                                               |                                               |                                               |

## Stadsbild
Staden är belägen i Ångermanlands inland och centrum ligger vid Ångermanälvens södra strand, ungefär en mil nedanför  Faxälvens sammanflöde med Ångermanälven. Mitt i Sollefteå stad finns Nipstadsfisket, som är ett exklusivt lax- och öringsfiske, vilket lockar många fisketurister. Vid Ångermanälven finns även campingplatsen Risön med tempererat bad, tennisbanor, bangolfbana, gokartbana och fotbollsplaner.

### Stadsdelar
Stadsdelar är bland annat  Remsle, Önsta, Rödsta, Trästa, Hullsta, Hallsta, Prästbordet, Källsta, Billsta, Skärvsta, Granvåg, Övergård

#### Granvåg
Ligger i Sollefteås nordvästra del. Där hade konstnären Helmer Osslund sin sommarbostad.

#### Hallsta
Ca två km från centrum ligger Hallstaberget där det finns en stor skidanläggning med aktivitet för både alpint, längdskidor, skidskytte och backhoppning. I anslutning till anläggningen ligger Hotell Hallstaberget. Vissa delar av anläggningarna drivs av Sollefteå Kommun medan andra arrenderas ut.

### Nipanområdet
F.d. regementet Norrlands trängkår (T 3).
Nipanområdet är en stor samling av företag och annat. En av dessa företeelser på Nipanområdet är Nipanskolan som har årskurserna 1 till 9 samt förskoleklassverksamhet. Det finns två fotbollsplaner på Nipanområdet, hotell och en restaurang. Några av företagen på Nipanområdet är Arbetsförmedlingen Kundtjänst, Statkraft, Svenska kraftnät, Försäkringskassan, Pensionsmyndigheten, Skatteverket, Sweco, Murberget med mera.

## Näringsliv

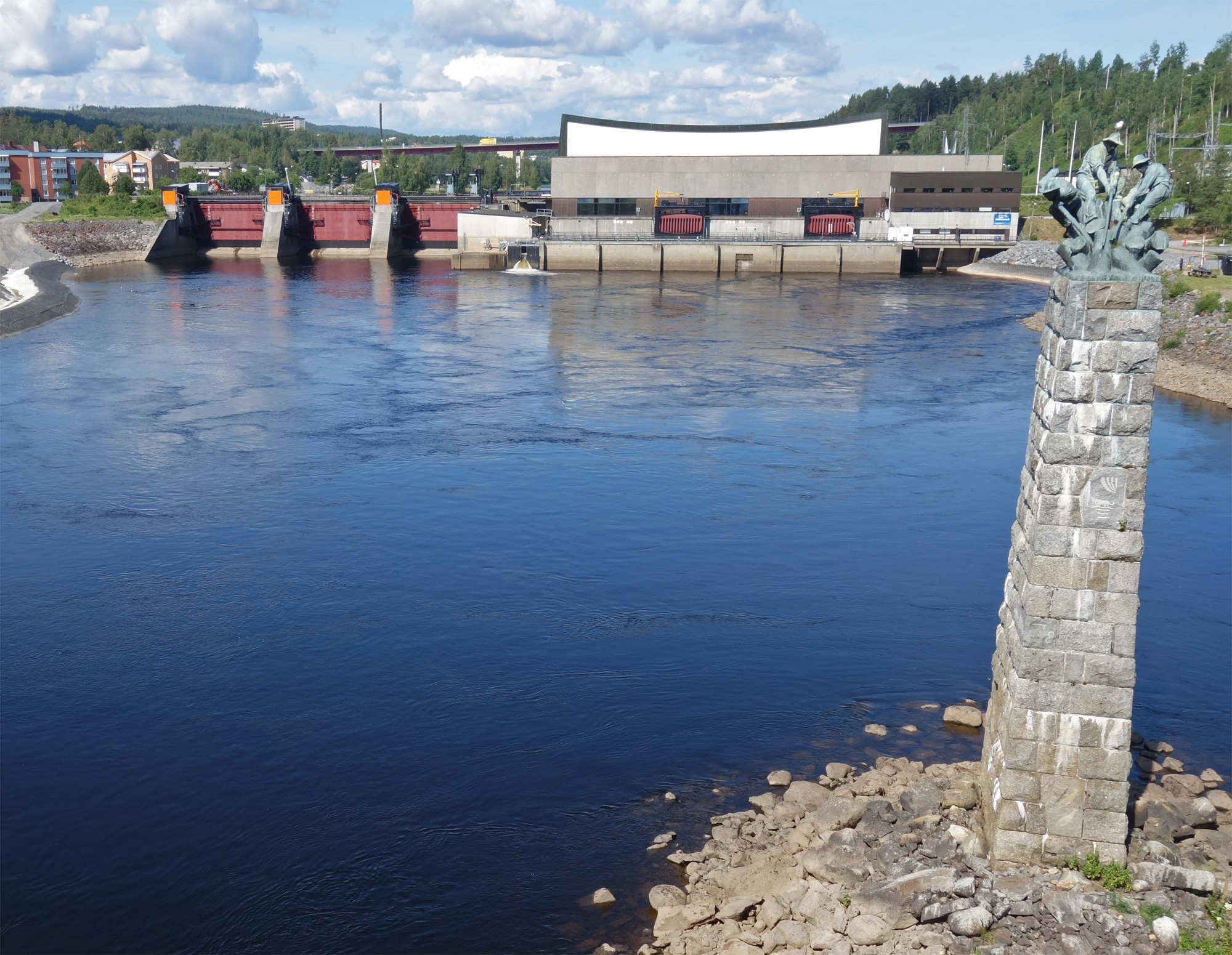
Sollefteå kraftverk med skulpturen Timmerflottare i förgrunden.

I centrum ligger Sollefteå kraftverk, som byggdes 1962–66 och som ägs av Sollefteå kommun genom bolaget Sollefteåforsen AB. Kraftverket utnyttjar en fallhöjd på 9,2 meter och har tre aggregat om sammanlagt 62 MW och en årlig normalproduktion om 298 GWh.
Hundskolan i anslutning till Västernorrlands regemente (I 21), som drevs i statlig regi under regementstiden, var Sveriges enda utbildningsanstalt för brukshundar för såväl militära som civila ändamål. Hundskolan finns inte längre kvar, men sedan början av 2000-talet är Försvarsmaktens hundtjänstenhets avelsstation för tjänstehundar förlagd i Sollefteå.
I Sollefteå finns även Zeunerts bryggeri, numera uppköpt av Kopparbergs bryggeri och som specialiserat sig på lite dyrare, mer hantverksmässiga ölsorter. Bland annat har man tilldelats två medaljer i öl-VM.
Sollefteås centrala delar utvecklades starkt efter millennieskiftet genom öppnandet av de två galleriorna Prima Galleria Gallerian och Citygallerian.

## Skolor
I Sollefteå Stad finns fem grundskolor (Lillängets skola, Rödsta skola, Prästbordets skola, Nipanskolan och Vallaskolan) och gymnasieskolan Sollefteå gymnasium, vilka skolorna Gudlav Bilderskolan och Hågestaskolan ingår. I samarbete med gymnasiet drivs även ett naturbruksgymnasium och ett skidgymnasium.

### Vallaskolan
Vallaskolan är en 4-9 grundskola i Sollefteå kommun. Vallaskolan är den skolan med flest elever i Sollefteå kommun med 696 elever år 2017.

## Kultur
Sollefteås mest kända skulptur är Timmerflottare, som står på en hög pelare i Ångermanälven. I stadens gamla apoteksbyggnad ligger Sollefteå bibliotek.
Filmerna Min första kärlek av Kerstin Thorvall, I rymden finns inga känslor och The Girl with the Dragon Tattoo spelades delvis in i Sollefteå.
Per Herreys bok Skuldens pris utspelar sig i Sollefteå.

## Kända personer från Sollefteå
- Emil Assergård, artist
- Ebba Andersson, längdskidåkare
- Maria Bergkvist, fotbollsspelare
- Kristoffer Berglund, skådespelare
- Jörgen Brink, trefaldig Vasaloppsvinnare
- Urban Bäckström, före detta riksbankschef och VD i Svenskt Näringsliv
- Helena Ekholm (före detta Jonsson), skidskytt
- Margareta Fahlén, 1918–1978 skådespelare
- Laura Fitinghoff, 1848–1908, författare
- Gösta Frohm, Skogsmulles skapare
- Martin Fröst, klarinettist
- Emil Hagström, 1907–1970, poet och författare
- Anton Halén, handbollsspelare
- Gösta Holmström, skådespelare
- Erika Höghede, skådespelare
- Atti Johansson, konstnär
- Emma Johansson, cyklist
- Frida Karlsson, längdskidåkare
- Lars August Ledin, författare
- Jenny Lindbäck, (före detta Jonsson) skidskytt
- Lennart Ljung, överbefälhavare1978-1986
- Henning Lundström, skapare av Amos Persson
- Stefan Löfven, före detta statsminister, partiledare för Socialdemokraterna, tidigare förbundsordförande i IF Metall
- Pelle Molin, 1864–1896, författare och konstnär
- Ragnar "Rock-Ragge" Nygren, sångare
- Helmer Osslund, konstnär
- Mona Sahlin, Socialdemokraternas partiledare 2007–2011
- Nicke Sjödin, författare, kåsör
- Therése Sjölander, ishockeyspelare
- Thorbjörn Spängs, journalist
- Gustava Svanström, författare
- Per Svartvadet, ishockeyspelare
- Pelle Svensson, omtalad advokat och framstående brottare
- Lasse Swärd (journalist), journalist
- Kerstin Thorvall, författare
- Ingrid Thulin, 1926–2004, skådespelare
- Mattias Timander, ishockeyspelare
- Albert Viksten, författare
- Mona Wessman, sångare
- Håkan Westin, skidåkare, vinnare av Vasaloppet 1993 och 1996
- Marie-Helene Östlund, längdskidåkare

## Bilder

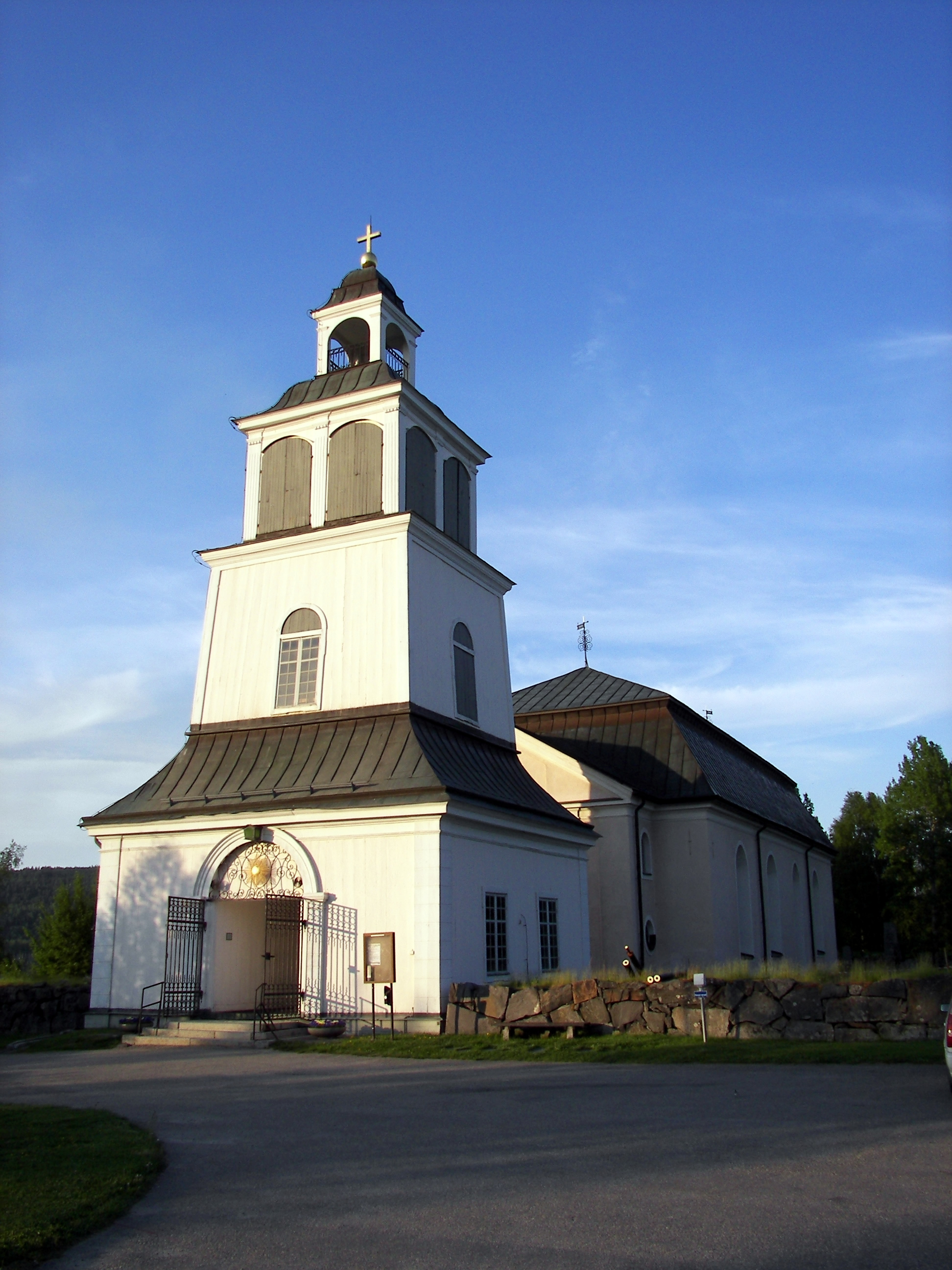
Sollefteå kyrka.
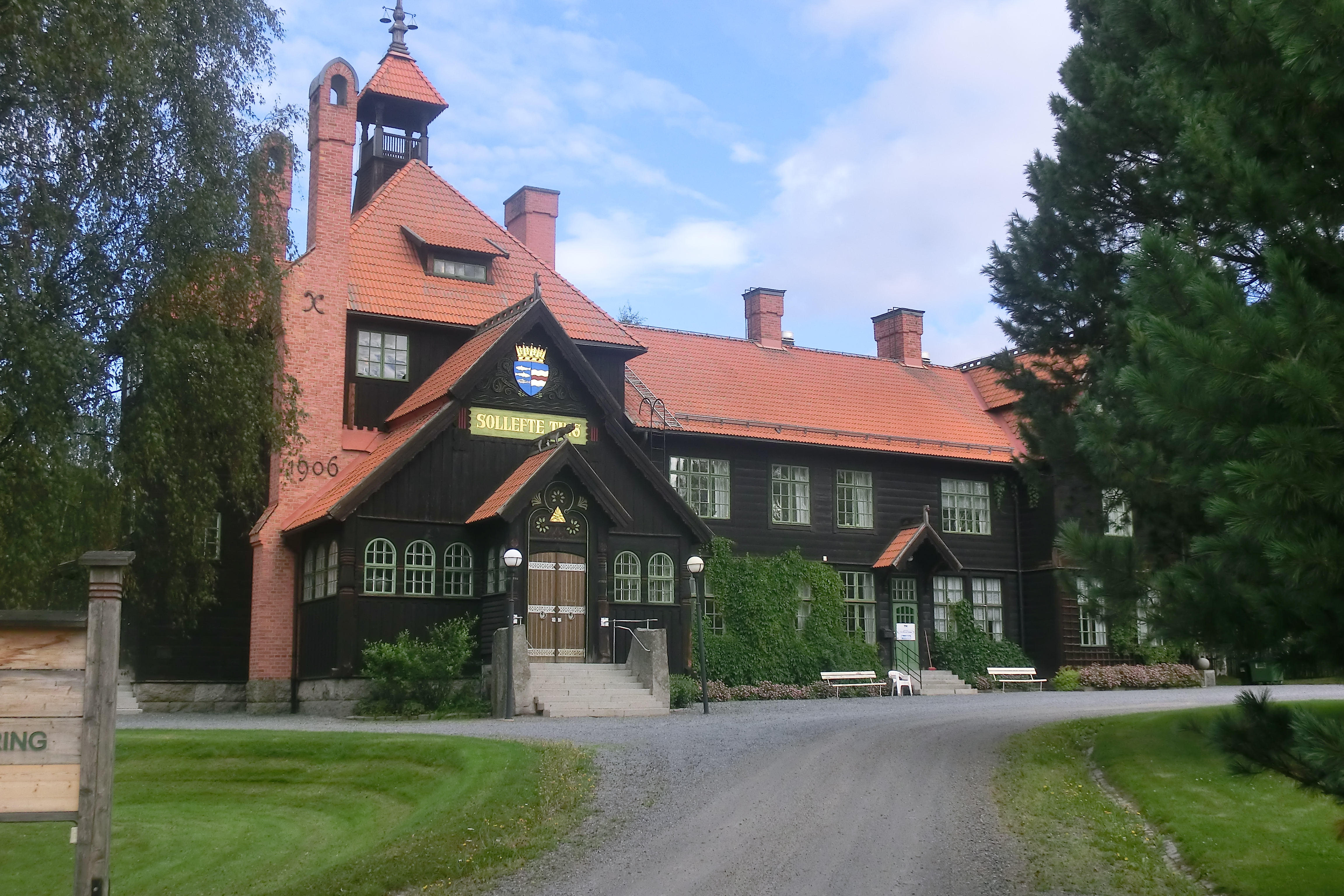
Sollefteå tingshus.